# Josep Maria Castellà Roger
Josep Maria Castellà Roger (La Selva del Camp 11 de novembre de 1883 - Reus 1948) va ser un sacerdot poeta i compositor català.
Fill d'Antoni Castellà i de Gregòria Roger, tots dos de la Selva del Camp, va estudiar per sacerdot a l'orde missionera dels Claretians i va acabar els estudis a la Casa de Missions de Sabadell, d'aquest orde. Va ser destinat a la parròquia d'Err, a la comarca de l'Alta Cerdanya, a la Catalunya Nord on hi va estar deu anys. Entre les seves primeres produccions poètiques cal destacar l'obra Cançons cal·listèniques, publicades en edició bilingüe a la dècada dels anys deu del segle xx. L'edició anava il·lustrada amb fotografies i dibuixos i incorporava les partitures. Seguia el Mètode Dalcroze, que unia el sentit del ritme, el moviment, la coordinació i la improvisació, i formava part dels corrents pedagògics innovadors d'aquella època. Mentre era a l’Alta Cerdanya, va escriure l'any 1926 un llibre de poemes titulat Font-Romeu, publicat en una edició bilingüe en català i francès. Va ser nomenat Mestre en Gai Saber als Jocs Florals del Rosselló. En francès va escriure unes Impressions de mon voyage a Rome, i va traduir al català La dispesera de Dostoievski, segurament del francès i no directament del rus.
Per algun motiu desconegut va abandonar l'orde missioner i va ingressar al clero regular. Va anar a Reus on va ser un dels capellans de l'església de Sant Francesc. Segons Josep Olesti, les seves homilies es destacaven pel seu parlar poètic, amb un llenguatge polit i literari. Era bon orador i un bon compositor de música religiosa.
Els poemes que va escriure són més aviat retòrics i ampul·losos, i acostumen a ser descriptius. Una de les seves obres, Els camins immortals, que va escriure a Err però no el va publicar fins a l'any 1929 quan ja era a Reus, parla de l'enyorament que sent per la seva terra, el Camp de Tarragona. En una altra obra, Records de llum i de sang, parla de la vila on va néixer i dels seus records d'infant.
Josep Iglésies explica que a l'inici de la Guerra Civil, estava amagat a Reus i un parell de malfactors el van descobrir. Li van exigir una quantitat de diners per no denunciar-lo, però Castellà es va presentar davant del Comitè Revolucionari local a exposar el seu cas. Va demanar com a fiadors de la seva persona l'impressor Marian Roca i el llibreter Salvador Torrell. Torrell el va acompanyar fins que va ser posat en mans de la Generalitat. El Comitè Revolucionari de Reus va empresonar els dos malfactors i els va fer executar a la caserna, per intimidació i estafa. Acabada la guerra, els noms d'aquests dos subjectes van ser gravats a la làpida dels caiguts per la causa de Franco.
La major part de la seva obra literària i musical és inèdita, i es conserva a la biblioteca del Centre de Lectura de Reus, entitat en la que va ocupar el càrrec de president de la Secció de Literatura. La biblioteca conserva una vintena de manuscrits i unes quaranta partitures musicals. Quan va morir, el Centre de Lectura li va dedicar una Sessió necrològica que es va publicar l'any 1950. Algunes de les seves obres anaven signades amb el pseudònim de «Roger de Catalunya». Al CCUC s'hi poden trobar les referències de 63 obres seves.